# Lorrainosaurus
Lorrainosaurus é um gênero extinto de pliosauroidea Rhomaleosauridae que viveu no Jurássico Médio, onde hoje é a França.